# Cryptochetidae
Cryptochetidae zijn een familie uit de orde van de tweevleugeligen (Diptera), onderorde vliegen (Brachycera). Wereldwijd omvat deze familie zo'n 3 genera en 34 soorten.